# كتوزار مورزرد (مارغون)
کتوزار مورزرد (بالفارسية: کتوزار مورزرد) هي قرية تقع في إيران في قسم مارغون الريفي. يقدر عدد سكانها بـ 72 نسمة .